# Charles Sims

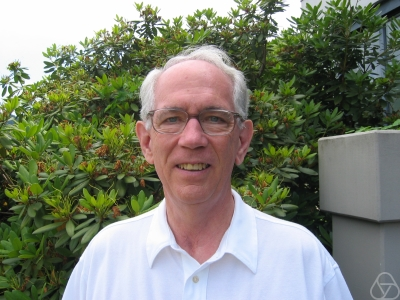
Charles Sims in Oberwolfach 2006

Charles Coffin Sims (* 14. April 1937 in Elkhart, Indiana; † 23. Oktober 2017 in Saint Petersburg, Florida) war ein US-amerikanischer Mathematiker, der sich mit endlichen Gruppen beschäftigte.
Sims promovierte 1963 an der Harvard University bei John Griggs Thompson (Enumeration of p-groups). Er lehrte als Professor an der Rutgers University, an der er seit 1965 war. 1982 bis 1984 war er dort Vorsitzender der mathematischen Fakultät. 2007 emeritierte er und lebte in Saint Petersburg (Florida).
Sims war ein Pionier in Algorithmischer Gruppentheorie, wo er unter anderem für den Schreier-Sims-Algorithmus (nach ihm und Otto Schreier benannt) von 1970 bekannt ist. Er entdeckte mit Donald G. Higman die Higman-Sims-Gruppe, eine Sporadische Gruppe, und bewies mit von ihm entwickelter Permutationsgruppen-Software durch explizite Konstruktion die Existenz von weiteren sporadischen Gruppen, der Lyonsgruppe (von Richard Lyons 1970 vermutet) und der O’Nan-Gruppe (von Michael O’Nan 1976 vermutet), die beide auch manchmal mit nach Sims benannt werden. Mit Jeffrey Leon konstruierte er die Baby-Monstergruppe.
Er war Fellow der American Mathematical Society. 1969 erhielt er ein Forschungsstipendium der Alfred P. Sloan Foundation (Sloan Research Fellowship).